# Katedralen i Chelmsford
Katedralen i Chelmsford (engelska: Chelmsford Cathedral) är en anglikansk domkyrka i Chelmsford i grevskapet Essex i England, Storbritannien. Kyrkan är tillägnad Jungfru Maria, aposteln Petrus och helgonet Cedd. När Chelmsfords stift bildades år 1914 fick kyrkan status som domkyrka.

## Kyrkobyggnaden
Första kyrkan på platsen uppfördes troligen samtidigt som staden Chelmsford för cirka 800 år sedan. Första dokumenterade gudstjänsten ägde rum år 1223. På 1400-talet byggdes kyrkan om och tornet tillkom. På 1800-talet genomfördes grävarbeten för att öppna ett valv. Byggnaden underminerades och taket raserades liksom norra och södra sidoskeppen. En del ombyggnader genomfördes på 1900-talet då kyrkan förlängdes, bänkar ersattes med stolar och långhusets golv belades med honungsfärgad kalksten. År 1994 tillkom två orglar som är sammanlänkade och kan spelas samtidigt.

## Bildgalleri

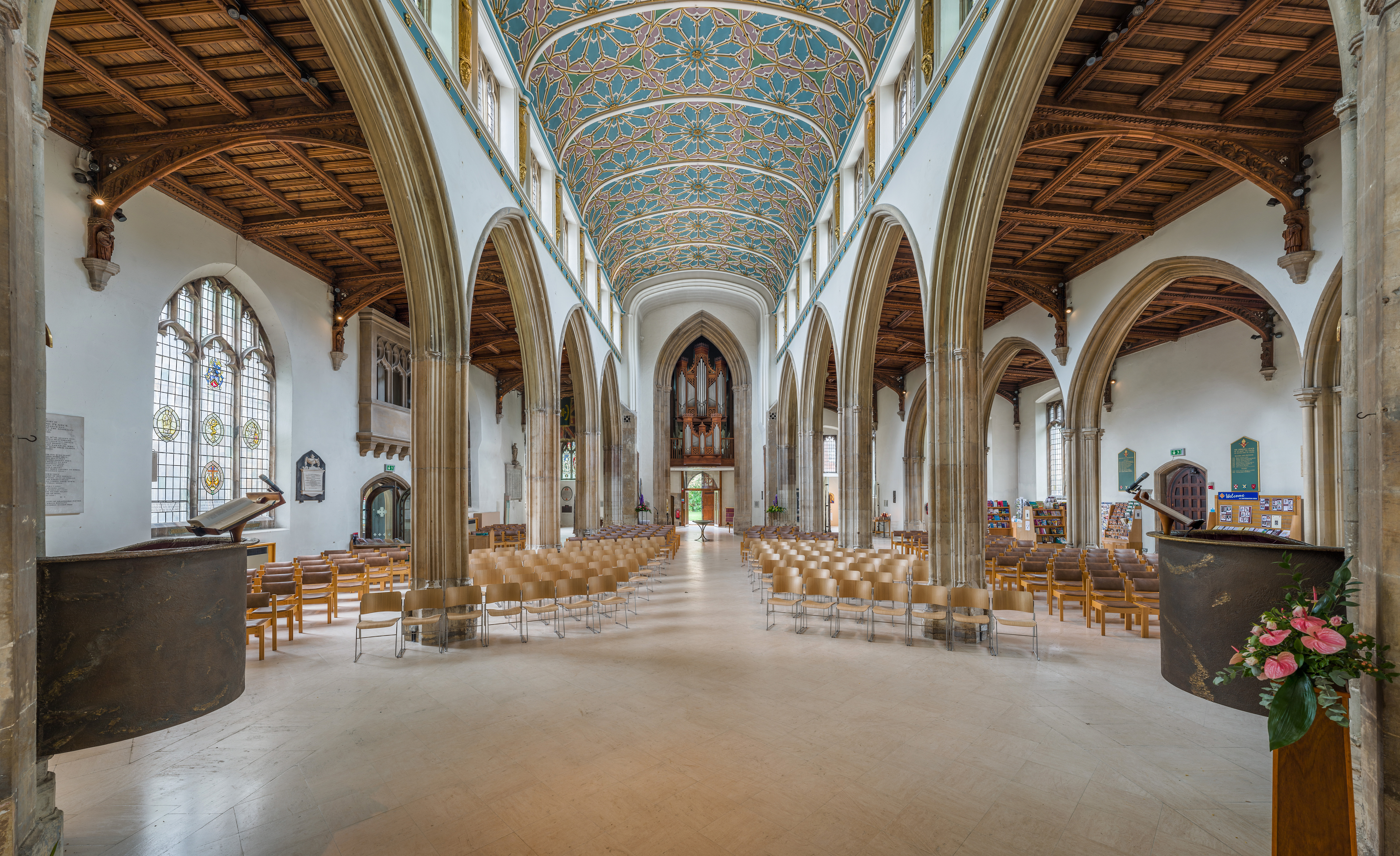
Vy mot väster
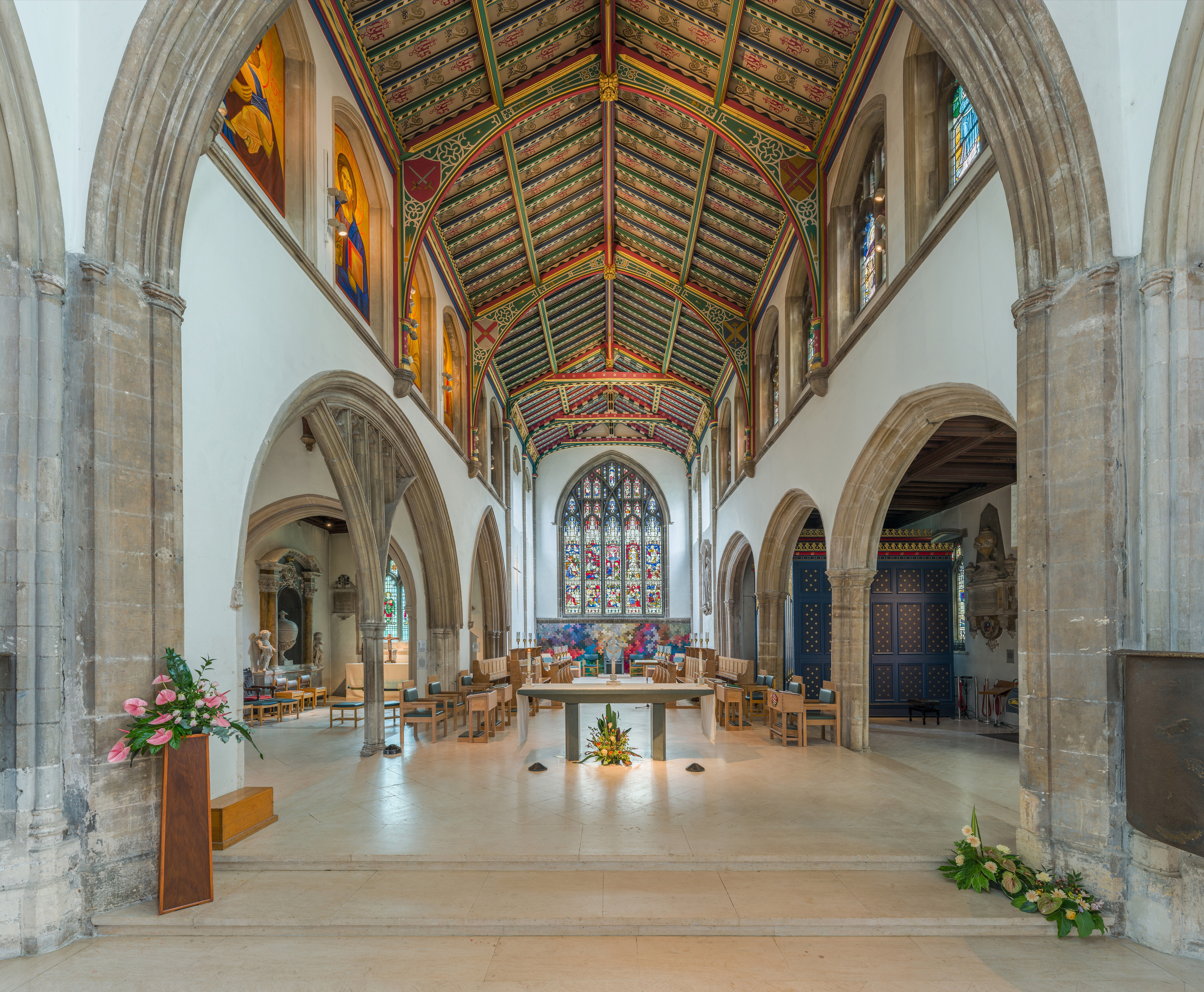
Koret
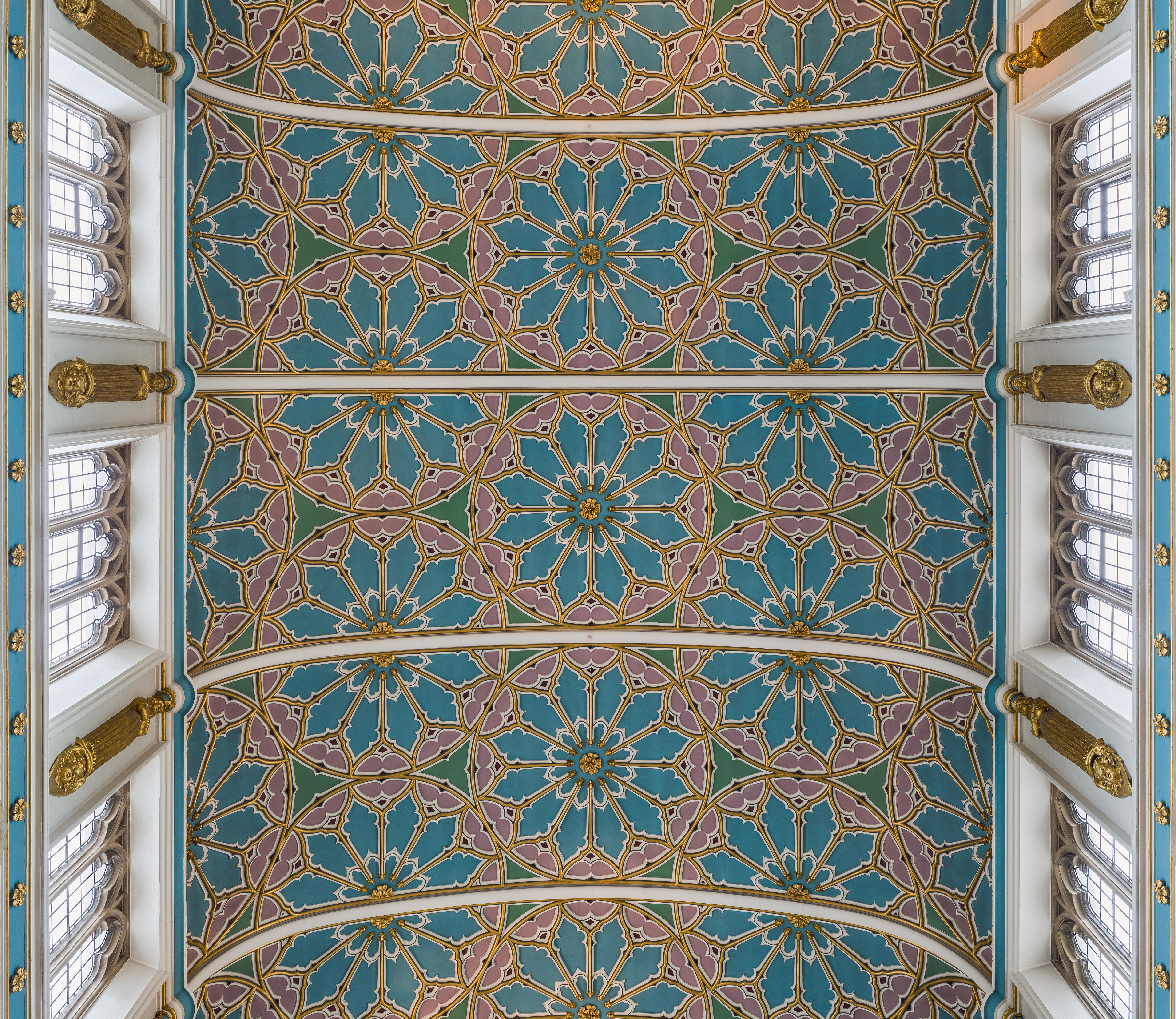
Långhusets tak
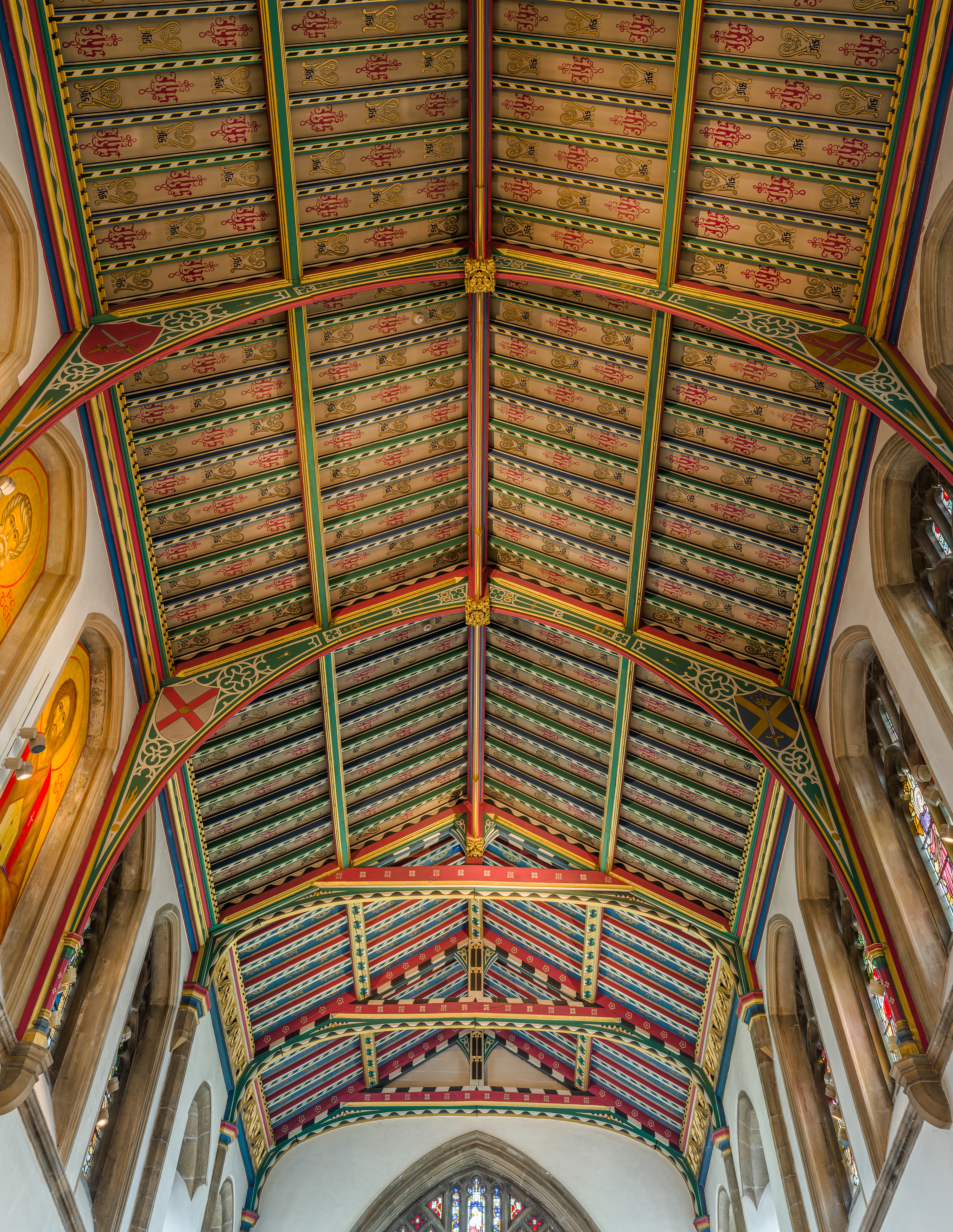
Korets tak